# Dedicated Records
Dedicated — британский независимый лейбл звукозаписи, которая выпускала музыку таких групп, как Spiritualized, Spacemen 3, Global Communication, Бет Ортон (только в США), Chapterhouse, Cranes и других с 1990 по 1998 гг.. Он был основан в Лондоне Дагом Д’Арси.
Лейбл перестал существовать после того, как он был куплен более крупным лейблом — Arista Records (который в свою очередь был куплен Sony Music Entertainment).

## История
Dedicated Records был основан Дагом Д’Арси после ухода из Chrysalis Records, где он исполнял роль управляющего директора, а затем президентом и директором Chrysalis Group. Это было совместное предприятие с BMG group (и в конечном итоге было объединено в основную группу через Deconstruction Records). Dedicated Records подписали контракт с музыкальным коллективом Spacemen 3 из Fire Records (Великобритания), которые позже распались после подписания контракта, поэтому Dedicated унаследовала их ответвление — группу Spiritualized.
В конце концов, в США исполнители Dedicated были переведены на Arista Records, хотя к тому моменту единственными группами, которые она представляла, были Spiritualized и Бет Ортон (только в США).

## Исполнители
| - 30 Amp Fuse - Balloon - Бен Ортон (только в США) - Butterfly Child - Cardinal - Catwalk - Chapterhouse - Comet - Cranes - dBh | - The Family Cat - Global Communication - Hum - Linoleum - Long River Train - Muler - Mulu - Other People’s Money - Reverberation - Shere Khan | - Silkscreen - Skeleton Key - Sonus - Spacemen 3 - Spiritualized - Synergy - This Picture - Velo-Deluxe |